# بیت‌تورنت (شرکت)
بیت‌تورنت اینک (به انگلیسی: BitTorrent, Inc) نام شرکت خصوصی آمریکایی که دفتر مرکزی آن در سانفرانسیسکو، کالیفرنیا و مسئول توسعه پروتوکل نظیر به نظیر بیت‌تورنت است. بعد از خرید بیت‌تورنت توسط جاستین سان، هم‌اکنون مدیرعامل شرکت بیت‌تورنت جاستین سان (موسس رمزارز ترون) است.